# Plecotus teneriffae
El murciélago orejudo canario (Plecotus teneriffae) es un murciélago de la familia Vespertilionidae, de mediano tamaño es muy parecido a Plecotus austriacus, con una coloración más oscura y de mayor tamaño. Los jóvenes son más oscuros que los adultos. Las orejas miden unos 40 mm, tienen un tamaño de cuerpo entre 40 a 46 mm, siendo las hembras más grandes. Su fórmula dentaria es {\displaystyle {\frac {2.1.2.3}{3.1.3.3}}}.

## Distribución
Restringido a las islas de Tenerife, La Palma y El Hierro. Probablemente exista también en La Gomera. Es un endemismo canario.

## Hábitat
Es una especie muy ligada a las masas boscosas, pinar, pinar mixto, monteverde (aunque más el fayal-brezal que a la laurisilva). También al piso supracanario seco. Utiliza como refugios los tubos volcánicos, generalmente durante la noche, galerías de agua, cuevas y construcciones abandonadas. Oscila entre los 100 y los 2300 m s. n. m.

## Amenazas
La principal amenaza son las molestias en los refugios, el enrejado vertical de la mayoría de galerías de agua de las zonas forestales de La Palma y Tenerife. Como a todos los quirópteros, la utilización de biocidas y la degradación de zonas forestales donde habita (pinares y fayal-brezal).